# Rodgersja kasztanowcolistna
Rodgersja kasztanowcolistna (Rodgersia aesculifolia) – gatunek byliny należący do rodziny skalnicowatych. Pochodzi z górskich obszarów środkowych Chin. W Polsce jest czasami uprawiana jako roślina ozdobna. Liście przypominają z wyglądu liście kasztanowca i stąd pochodzi łacińska i polska nazwa gatunkowa tej rośliny.

## Morfologia
PokrójOkazała, szeroko rozrastająca się roślina o wysokości do 1 m.
ŁodygaBezlistna, cienka, wzniesiona i rozgałęziona. Pod ziemią roślina posiada kłącze.
LiścieWytwarza tylko długoogonkowe liście odziomkowe o średnicy do 50 cm. Są one dłoniasto złożone, składają się z 5–7 pofałdowanych, wyraźnie unerwionych i drobno ząbkowanych listków o zwężającej się nasadzie i długości do 25 cm. Są sztywne, ciemnozielone, szeleszczące.
KwiatyDrobne, białe, zebrane w wiechę na łodydze kwiatowej. Wydzielają przyjemny zapach, szczególnie pod wieczór.
OwocTorebki zawierające bardzo drobne nasiona. W Polsce rzadko tylko dojrzewają.

## Uprawa
- Zastosowanie. Uprawiana jest ze względu na swoje ozdobne liście i kwiatostan.
- Wymagania. Jako roślina cienioznośna może być uprawiana w zacienionym miejscu ogrodu, ale w miejscu nasłonecznionym rośnie i kwitnie obficiej. Wymaga próchnicznej i stale wilgotnej gleby. Źle znosi przesadzanie. Na zimę należy ją okryć np. gałązkami iglaków. Wiosenne przymrozki mogą częściowo uszkodzić liście i kwiatostan.
- Rozmnażanie. Najłatwiej przez podział kłączy bardzo wczesną wiosną, zanim roślina rozwinie liście. Można też z nasion, wymagają one jednak stratyfikacji.